# ワカ/ジャワカ
『ワカ/ジャワカ』（Waka/Jawaka）は、フランク・ザッパが1972年に発表したアルバム。

## 解説
1971年12月10日、暴漢がザッパをステージから突き落とす事件が起き、それが原因でザッパは1972年の大半において車椅子生活となり、そうした背景からスタジオ・ワークを追求する方向へ転換した。そして、大編成バンドによるフュージョン・アルバムを構想し、2枚のアルバムを制作。本作をソロ名義、次作『グランド・ワズー』をマザーズ名義で発表。本作は、ザッパが1969年に発表したアルバム『ホット・ラッツ』のパートIIとして位置づけられ、アルバム・ジャケットにも本作のタイトルに加えて「HOT RATS」と書かれている。
オリジナルLPのA面を丸ごと占めていた「ビッグ・スウィフティー」は、1972年、1973年、1974年、1988年のライヴ録音が発表されている。1988年の模様は1991年発売のライヴ・アルバム『メイク・ア・ジャズ・ノイズ』に収録された。
2004年にこのアルバムのリハーサル・セッションを収めたアルバム『Joe's Domage』が発表された。

## 収録曲
全曲フランク・ザッパ作。1. 4.はインストゥルメンタル。
1. ビッグ・スウィフティー (Big Swifty) - 17:22
2. ユア・マウス (Your Mouth) - 3:12
3. イット・ジャスト・マイト・ビー・ア・ワン・ショット・ディール (It Just Might Be a One-Shot Deal) - 4:16
4. ワカ/ジャワカ (Waka/Jawaka) - 11:18

## 参加ミュージシャン
- フランク・ザッパ - ギター、パーカッション
- サル・マルケス - トランペット、フリューゲルホルン、チャイム、ボーカル
- Erroneous (Alex Dmochowski) - ベース、ファズ・ベース、ボーカル
- エインズレー・ダンバー - ドラムス、パーカッション
- トニー・デュラン - スライド・ギター(on 1. 2. 3.)、ボーカル(on 3.)
- ジョージ・デューク - エレクトリックピアノ(on 1.)、タック・ピアノ(on 2.)
- ジョエル・ペスキン - テナー・サックス(on 2.)
- マイク・アルトシュル - バリトン・サックス、ピッコロ(on 2. 4.)、テナー・サックス、バスクラリネット、バスフルート(on 4.)
- クリス・ピーターソン - ボーカル(on 2.)
- ジェフ・シモンズ - ハワイアン・ギター、ボーカル(on 3.)
- スニーキー・ピート - ペダル・スティール・ソロ(on 3.)
- ジャネット・ネヴィル＝ファーガソン - ボーカル(on 3.)
- ドン・プレストン - ピアノ、ミニ・モーグ(on 4.)
- ビル・バイヤーズ - トロンボーン、バリトン・ホルン(on 4.)
- ケン・シュロイヤー - トロンボーン、バリトン・ホルン(on 4.)